# Sueli Cavendish
Sueli Pessoa Cavendish (São Paulo, 27 de novembro de 1946) é ensaísta, tradutora, editora e professora brasileira.

## Biografia
Ensaísta, tradutora, professora de Literaturas de Língua Inglesa (Letras-UFPE), editora de Eutomia, Revista de Literatura e Linguística. Mestre em Sociologia pela Universidade Federal de Pernambuco (1984). Doutora em Letras pela Universidade Estadual do Rio de Janeiro (1999). Assessora especial do governador Miguel Arraes (1987-2001). Visiting scholar e visiting fellow  nos Departamentos de Inglês das University of Southern Mississippi e da University of Yale — 2001-2002. Professora Visitante da Universidade Federal de Pernambuco (Letras-UFPE) (2000-2001) e professora visitante do Departamento de Ciência da Literatura, da Universidade Federal do Rio de Janeiro (2002-2004). Professora doutora associada de Literaturas de Língua Inglesa (concursada) na Universidade Federal de Pernambuco e da Pós-Graduacão em Letras, PPGL, entre 2013 e 2019.
Durante esse período publicou diversos ensaios, bem como efetuou a tradução de obras de autores em língua inglesa.

## Publicações
- Michael Hardt: Gilles Deleuze: Um Aprendizado em Filosofia (tradução)
- Donald Margulies: Histórias Reunidas: Uma Peça (adaptação: "Comendo Entre as Refeições", 2005); (Introdução em 2008: Editora Universitária UFPE).
- Reflexividade, Romantismo e Modernismo. In: "Repensando a Teoria Literária". Organizado por João Sedycias. Recife, Editora UFPE, 2014.
- 30 Anos com Sousândrade, de Carlos Torres -Marchal. organizado e editado por Sueli e Michelle Valois. Editado por Eutomia, Revista de Literatura e Linguística. Recife, UFPE.
- Teoria e Prática da Tradução Literária. organizado e editado por Sueli e Michelle Valois.  Eutomia, Revista de Literatura e Linguística/ Editora UFPE. Recife, UFPE.
- Cavendish, Sueli. O Homem sem Conteúdo: Reflexões sobre a obra de Giorgio Agambem. Recife, 2009, Aeroplano.
- Histórias Reunidas, Uma Peca. Tradução de Sueli Cavendish do original Histórias Reunidas, com ensaio introdutório - A Lítero-Dramaturgia de donald Marguliesde Donald Margulies. Recife, Edufpe, 2009.
- Do jeito Delas. organizadora e autora. Rio de Janeiro, 2008.
- Contos: O Processo. 2016.
- A Escada. Publicado na Revista Scielo. SBPC, 2010.
- Criadora e Editora de "Eutomia- Revista de Literatura e Linguística". Recife, Departamento de Letras, desde 2008.